# گرازیانو ماناری
گرازیانو ماناری (انگلیسی: Graziano Mannari؛ زادهٔ ۱۹ آوریل ۱۹۶۹) بازیکن فوتبال اهل ایتالیا است.
از باشگاه‌هایی که در آن بازی کرده‌است می‌توان به باشگاه فوتبال آ.ث. میلان، باشگاه فوتبال پارما، باشگاه فوتبال روبور سیه‌نا، باشگاه فوتبال پیستویزه، باشگاه فوتبال پیزا، باشگاه فوتبال کومو، و باشگاه فوتبال آولینو اشاره کرد.